# Nick Brandt
Nick Brandt (Oxford, 4 ottobre 1966) è un fotografo britannico, noto per fotografare esclusivamente in Africa.
Uno dei suoi obiettivi è quello di registrare un testamento di animali e luoghi selvatici prima che questi vengano distrutti dalle mani dell'uomo.

## Carriera
Nato nel 1966 e cresciuto a Londra, Inghilterra, Brandt ha studiato pittura e cinema alla Saint Martin's School of Art.
Si è trasferito negli Stati Uniti nel 1992 e ha diretto diversi video musicali di successo per artisti come Michael Jackson (Childhood, Earth Song, Stranger in Moscow, Cry, One More Chance), Whitney Houston (I Have Nothing, I Will Always Love You) Moby, Grayson Hugh, Jewel, XTC, Badly Drawn Boy.
Fu mentre registrò con Michael Jackson il video di Earth Song in Tanzania, nel 1995, che Brandt si innamorò degli animali e della terra dell'Africa orientale. Negli anni successivi, frustrato dal fatto che non riusciva a catturare su pellicola i suoi sentimenti e l'amore per gli animali, ha abbandonato la regia di videoclip e si è dedicato esclusivamente alla fotografia in Africa.

## Esposizioni
- 2011 : Fotografiska, Stoccolma